# Komory na Mistrzostwach Świata w Lekkoatletyce 2017
Komory na Mistrzostwach Świata w Lekkoatletyce 2017 – reprezentacja Komorów podczas Mistrzostw Świata w Londynie liczyła  1 zawodnika, który nie zdobył medalu.

## Rezultaty
| Zawodnik              | Konkurencja        | Pre-eliminacje | Pre-eliminacje | Eliminacje | Eliminacje | Półfinał | Półfinał | Finał    | Finał   |
| Zawodnik              | Konkurencja        | Rezultat       | Pozycja        | Rezultat   | Pozycja    | Rezultat | Pozycja  | Rezultat | Pozycja |
| --------------------- | ------------------ | -------------- | -------------- | ---------- | ---------- | -------- | -------- | -------- | ------- |
| Karim Ambdoul Riffayn | Bieg na 100 metrów | 10,59          | 13. q          | 10,72      | 43.        | NQ       | NQ       | NQ       | NQ      |